# Doppio bersaglio (film)
Doppio bersaglio (The Double Man) è un film del 1967 diretto da Franklin J. Schaffner.
È un film giallo a sfondo thriller britannico con Yul Brynner, Britt Ekland e Clive Revill. È basato sul romanzo Legacy of a Spy di Henry Maxfield.

## Trama
Con un crudele tranello alcune spie nemiche riescono a imprigionare un agente segreto americano. L'uomo viene rimpiazzato con un sosia perfetto: nemmeno le persone a lui più vicine comprendono l'inganno. L'agente riesce a liberarsi e a raggiungere il rivale; alcune incaute parole di quest'ultimo inducono i compagni a identificare l'autentico collega.

## Produzione
Il film, diretto da Franklin J. Schaffner su una sceneggiatura di Frank Tarloff e Alfred Hayes con il soggetto di Max Maxfield (autore del romanzo), fu prodotto da Hal E. Chester per la Albion Film e girato nel Tirolo e nel Vorarlberg in Austria. Il titolo di lavorazione fu Legacy of a Spy.

## Distribuzione
Il film fu distribuito nel Regno Unito dal 25 aprile 1967 al cinema dalla Warner Bros. con il titolo The Double Man.
Alcune delle uscite internazionali sono state:
- in Finlandia il 5 maggio 1967 (Kaksoisvakooja)
- in Germania Ovest il 21 luglio 1967 (Der doppelte Mann)
- in Svezia il 17 novembre 1967 (Dubbelgångaren)
- in Messico il 30 novembre 1967 (El agente impostor)
- in Spagna il 26 febbraio 1968 (Mi doble en los Alpes)
- negli Stati Uniti il 3 aprile 1968 (in premiere a Portland) e il 1º maggio 1968
- in Turchia nel dicembre del 1968 (Iki yüzlü adam)
- in Danimarca (Dobbeltgængeren)
- in Brasile (Dois Homens Iguais)
- in Francia (La griffe)
- in Portogallo (O Espião Duplo)
- in Grecia (O diplos anthropos)
- in Italia (Doppio bersaglio)

## Critica
Secondo il Morandini il film è "raccontato con brio, senza novità" ma si pregia di una "ambientazione pittoresca" e di una "doppia razione di Brynner".
Secondo Leonard Maltin il film è un "thriller spionistico poco convincente" che mostra però una "eccellente fotografia di Denys N. Coop" a cui le versioni trasmesse in televisione non renderebbero giustizia.